# Strom- und Wasserversorgungszentrale
Die Strom- und Wasserversorgungszentrale befindet sich in Bremen, Stadtteil Burglesum, Ortsteil St. Magnus, Meierhofstraße 2 / Auf dem Hohen Ufer. Das Haus entstand um 1902 und steht seit 1994 unter Bremer Denkmalschutz.

## Geschichte

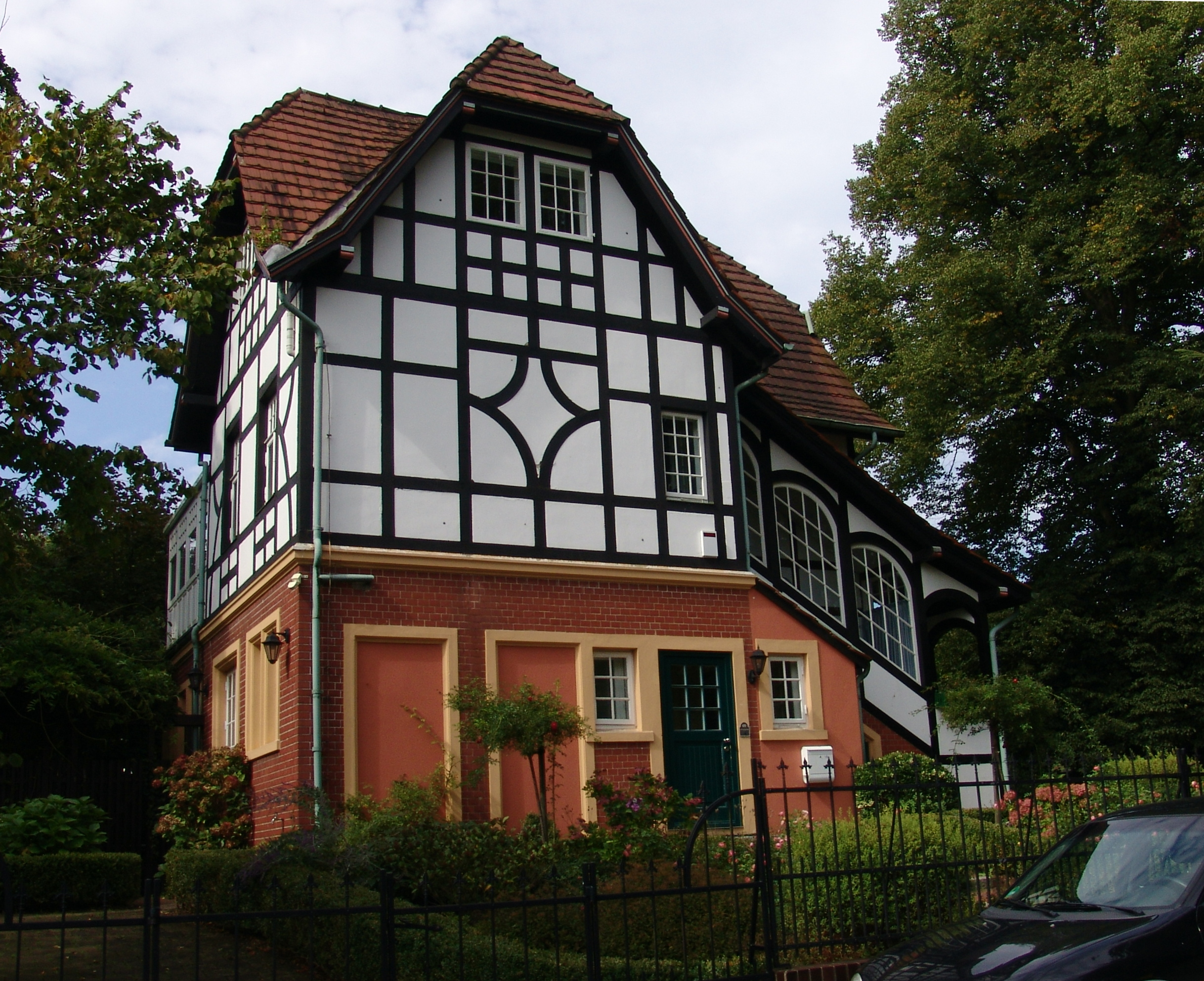
Ansicht von Süd/Ost

Das sehr differenzierte, zweigeschossige Haus aus Backstein im Untergeschoss und Zierfachwerk im Obergeschoss, mit Krüppelwalmdächer, drei Giebelseiten und einem rückseitigen, dreigeschossigen Turm mit Glockenhaube sowie mehreren Erkern und einem markanten Treppenaufgang wurde um 1902 in der Epoche der Jahrhundertwende als Wasserwerk gebaut. Ein Umbau fand 1954 statt.
Zwischenzeitig nutzte nach 2000 die Firma Energiequelle GmbH bis um 2015 das Gebäude und zog in die Villa Rauch/Haus Richardson auf Rauchs Landgut in St. Magnus um. 
Seit 2015 wird es als privates Wohnhaus genutzt. 2018 wurden die neuen Eigentümer mit dem Bundespreis für Handwerk in der Denkmalpflege (2. Preis) für die denkmalgerechte Instandsetzung der Außenhülle ausgezeichnet.